# Saint-Rabier
Saint-Rabier é uma comuna francesa na região administrativa da Nova Aquitânia, no departamento Dordonha. Estende-se por uma área de 15,92 km². Em 2010 a comuna tinha 589 habitantes (densidade: 37 hab./km²).